# Jan Marczak
Jan Andrzej Marczak (ur. 1946, zm. 15 stycznia 2016) – polski fizyk optoelektronik, profesor nadzwyczajny Wojskowej Akademii Technicznej im. Jarosława Dąbrowskiego w Warszawie.

## Życiorys
Obronił pracę doktorską, 7 lipca 2005 habilitował się na podstawie pracy zatytułowanej Analiza i usuwanie nawarstwień obcych z różnych materiałów metodą ablacji laserowej. Został zatrudniony na stanowisku profesora nadzwyczajnego w Instytucie Optoelektroniki Wojskowej Akademii Technicznej im. Jarosława Dąbrowskiego.
Był członkiem rady naukowej w Międzyuczelnianym Instytucie Konserwacji i Restauracji Dzieł Sztuki Akademii Sztuk Pięknych w Warszawie i w Instytucie Optoelektroniki Wojskowej Akademii Technicznej im. Jarosława Dąbrowskiego.
Zmarł 15 stycznia 2016.